# 卡萊爾城堡
卡萊爾城堡位於英國的卡萊爾。卡萊爾城堡始建於1092年，是最早期以石材建築的城堡之一，建造者威廉二世於蘇格蘭手中奪去卡萊爾，因此在卡萊爾修建城堡，用作抵禦蘇格蘭的反攻。卡萊爾城堡以軍事作用為主，故建築特別堅固，亦缺少皇室城堡般的裝飾，所以只需一年時間便修建完成。16世紀時，卡萊爾城堡曾被用作囚禁蘇格蘭的女王瑪麗一世。